# 20070 Коїчіюко
20070 Коїчіюко (20070 Koichiyuko) — астероїд головного поясу, відкритий 8 грудня 1993 року.
Тіссеранів параметр щодо Юпітера — 3,570.